# Kostel Všech svatých (Hředle)
Kostel Všech svatých ve Hředlích je římskokatolický filiální kostel postavený v barokním slohu zřejmě podle návrhu architekta Františka Ignáce Préeho v letech 1758-1773. Nachází na návsi ve středu obce Hředle na Rakovnicku.

## Historie

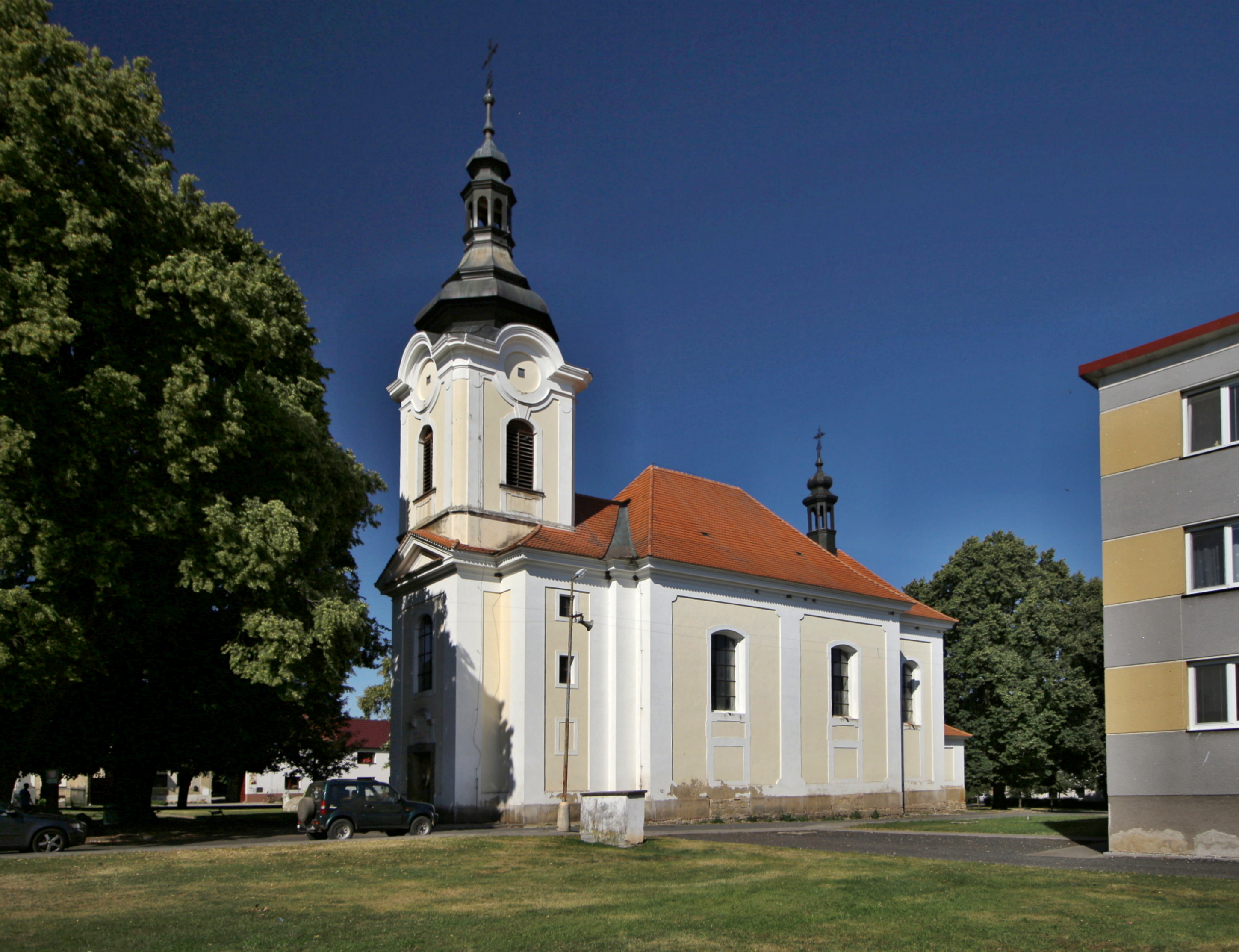
Kostel Všech svatých, rok 2018

V místě současného barokního kostela stával starší kostel obklopený hřbitovem. Přesná doba založení hředelského kostela není známa, původní dřevěný kostel s dřevěnou zvonicí je prvně je poprvé zmiňován roku 1315 jako farní. Po roce 1705 však vyhořel. Poté byl vystavěn kostel nový a mobiliář pochází převážně z tohoto období. Další zmínka o kostele je až ze 17. století, kdy již byl zřejmě filiálním. V letech 1697-1705 byl původní kostelík ještě naposledy opraven.
Současná barokní podoba hředelského kostela je z let 1758-1773, kdy byl zcela nově vystavěn. Autorem architektonického návrhu byl zřejmě český stavitel František Ignác Prée. V roce 1882 kostel opět získal status farní.

## Současnost
V roce 1994 byly opraveny zdi a fasády a střecha kostela. Od roku 2004 je hředeslký kostel filiálním a je jím až do současné doby. Spadá do správy novostrašecké farnosti. Neslouží se pravidelně. Kostel je využíván několikrát v roce pro pořádání kulturních akcí. Jejich konání je uváděno na stránkách obce  http://www.hredle.cz Archivováno 18. 7. 2018 na Wayback Machine.  . O většíně proběhlých akcích je obrazová dokumentace na https://www.facebook.com/groups/hredle